# Оперативно-тактичне угруповання «Донецьк»
Оперативно-тактичне угруповання «Донецьк» (ОТУ «Донецьк») — тимчасове об'єднання, створене у Силах оборони України. Діє на Донеччині під час російсько-української війни.

## Історія

### Антитерористична операція на сході України
Про створення ОТУ «Донецьк» стало відомо 4 січня 2016 року. До його зони відповідальності входить північна частина колишнього Сектору «Б» та західна частина колишнього Сектору «С».
9 листопада 2017 року, разом із призначенням Михайла Забродського новим командувачем сил АТО, ОТУ «Донецьк» було ліквідовано, й таким чином у їхньому складі залишилося два оперативно-тактичних командування — «Маріуполь» та «Луганськ».

### Російське вторгнення в Україну (з 2022)
ОТУ «Донецьк» було відновлено через деякий час після початку повномасштабного вторгнення Росії в Україну. На 19 лютого 2023 року — угрупування вже існувало.
18 квітня 2023 року під час робочої поїздки в Донецьку область Президент України Володимир Зеленський відвідав передові позиції українських захисників у Авдіївці. Він заслухав доповідь командувача ОТУ «Донецьк» щодо ситуації в районі його відповідальності.
4 вересня 2023 року Президент України Володимир Зеленський відвідав оперативно-тактичне угруповання «Донецьк».

## Структура
Командування ОТУ «Донецьк» сформоване на основі командування 9-го армійського корпусу.
- ТГр «Покровськ»[8]
- ТГр «Велика Новосілка»[9]
- 81-й окремий батальйон зв'язку[10]

## Командування
- 2023: генерал-майор Москальов Едуард Михайлович[11]
- 2023: генерал-лейтенант Содоль Юрій Іванович[4]
- до 12.2024: бригадний генерал Луценко Олександр Дмитрович[12][13]
- 12.2024—06.2025: бригадний генерал Тарнавський Олександр Георгійович[14][15]
- з 06.2025: генерал-майор Ніколюк Віктор Дмитрович[16]